# ریکابادو د لا سیرا
ریکابادو د لا سیرا (به اسپانیایی: Riocavado de la Sierra) یک شهرستان در اسپانیا است.